# Austin Amutu
Austin Iwuji Ammachi Augustine Amutu (* 20. Februar 1993 in Jos) ist ein nigerianischer Fußballspieler.

## Karriere
Amutu erlernte das Fußballspielen in der Nachwuchsabteilung von Karamone FC und wechselte 2009 in die Profimannschaft des Mighty Jets FC. Nach zwei Jahren zog er zum Warri Wolves FC weiter und wurde von dort für die Saison 2015/16 an Kelantan FA ausgeliehen. Anfang 2016 wurde er an den israelischen Verein Hapoel Ironi Kirjat Schmona abgegeben und von diesem für die Saison 2016/17 in die türkische TFF 1. Lig an Yeni Malatyaspor ausgeliehen. Am Ende der Saison 2016/17 gelang ihm mit diesem Klub die Vizemeisterschaft der 1. Lig und damit der Aufstieg in die Süper Lig. Doch Amutu ging nach kurzer Vereinslosigkeit 2018 erst weiter zum Espérance Sportive de Zarzis nach Tunesien und später zum Pahang FA in die Malaysia Super League. Von 2019 bis 2022 war er für den ägyptischen Erstligisten al-Masry aktiv und schoss dort in 113 Pflichtspielen 25 Treffer. Mit dem Verein nahm Amuto zweimal am CAF Confederation Cup teil und erreichte jeweils das Viertelfinale. Zur Saison 2022/23 wechselte er zum Ligarivalen Al-Ittihad Al-Sakndary.